# Lan Shui
Lan Shui (水蓝S; Hangzhou, 1957) è un direttore d'orchestra cinese naturalizzato statunitense, attualmente ricopre la carica di Direttore Musicale della Orchestra Sinfonica di Singapore, direttore principale della Copenhagen Philharmonic e direttore ospite principale della Aalborg Symphony della Danimarca.

## Biografia
Nato in Cina, Shui ha iniziato come violinista e alla fine ha studiato direzione d'orchestra presso l'Università di Boston a metà degli anni 1980, prima con Michael Charry e poi con David Hoose.
Shui ha lavorato anche con i violinisti Pinchas Zukerman, Gil Shaham, Maxim Vengerov, Hilary Hahn, Lynnette Seah, il violoncellista Yo-Yo Ma, i pianisti Elisabeth Leonskaja, Gerhard Oppitz, Yefim Bronfman e Rudolf Buchbinder.
Shui si è esibito in festival come Tanglewood, Aspen, Bravo! Vail Valley, Round Top, Eastern Music, [
National Orchestra Institute, e il Festival Casals.
Da quando entrò a far parte dell'Orchestra Sinfonica di Singapore nel 1997, l'orchestra firmò un contratto in esclusiva con l'etichetta internazionale BIS. Shui ha guidato l'Orchestra in diversi tour di successo. Il Concerto per violino del compositore di Singapore Bernard Tan fu eseguito la prima volta nel gennaio 2006 con Lynnette Seah come solista.
Shui ha vinto numerosi premi internazionali, tra cui il Distinguished Alumni Award dell'Università di Boston, mentre ha ricevuto anche il Medaglione Culturale nel 2009 in riconoscimento del suo lavoro per l'Orchestra Sinfonica di Singapore.